# Federica Carta
Federica Carta (Roma, 10 de enero de 1999) es una cantautora italiana.

## Biografía

### Infancia y primeros años
Nacida en 1999 en Roma en una familia de origen sardo, a los nueve años se apasionó por la música gracias a su padre Cristiano y luego comenzó a tomar clases de canto y piano.  Más tarde, su madre la inscribió en la escuela de música Stemma Records en su ciudad natal. Frecuentó la escuela de hostelería, interrumpiendo sus estudios en el cuarto año para participar en la decimosexta edición de Amici di Maria De Filippi. Alcanzó el éxito tras participar en algunos concursos musicales (entre ellos el Tour Music Fest, que la vio como protagonista en las etapas finales del concurso).

### 2016-2017: Participación enAmici 16
En noviembre de 2016, a la edad de diecisiete años, participó en las audiciones de la decimosexta edición del concurso de talentos musicales Amici di Maria De Filippi, accediendo luego a la fase inicial. Durante el programa presentó tres de sus canciones inéditas, Sogni e verità, La gente me habla y Tutto quello che ho ; Admitida en el programa, presentó y publicó en iTunes dos de sus nuevas canciones, Attraversando gli anni y Ti avrei voluto dire, posteriormente certificadas como oro y platino.
El 25 de marzo de 2017, logró el acceso a la fase nocturna del programa uniéndose al equipo liderado por la cantante Elisa,  quien escribió para ella el sencillo Dopodopo, el cual escaló las listas de ITunes, alcanzando el segundo lugar y posteriormente fue certificado oro por haber vendido más de 25 000 copias. Durante el programa, tras el lanzamiento de su primer álbum Federica, interpretó una de sus canciones, Se ancora c'è, escrita por su director artístico.
El 27 de mayo del mismo año llegó a la final, donde quedó segunda en la categoría de canto y tercera en la general, después de Andreas Müller y Riccardo Marcuzzo respectivamente, y en consecuencia ganó el premio Vodafone. Tras la experiencia en el programa, inicia su gira de tiendas por Italia con su primer proyecto titulado con su propio nombre: "Federica".

### 2017-2018:Federicay proyectos inéditos

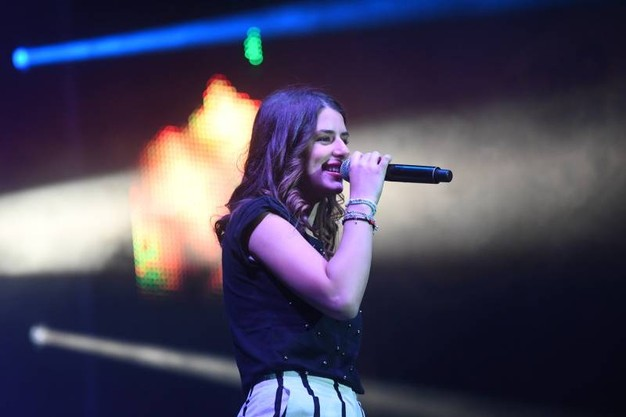
Federica Carta en concierto en Bolonia en 2017

Federica, el álbum debut de la cantautora, contiene nueve temas inéditos escritos por ella misma y varios compositores; El álbum fue lanzado el 19 de mayo de 2017 por Universal Music Italia y producido por Andrea Rigonat, esposo y productor de Elisa; más tarde será certificado platino . 
El álbum contiene seis canciones presentadas en Amici : Dopotutto, Ti avrei voluto dire, Attraversando gli anni, People talk to me, Se ancora c'è y Forte e chiaro, y finalmente Sconfinata eternità, Mai così felice y Lo sbaglio migliore, canciones contenidas en el álbum y nunca presentadas dentro de la escuela. Participó en el Wind Summer Festival con la canción Ti avrei voluto dire y en el Wind Capodanno in musica. El 21 de julio de 2017, también lanzó un relanzamiento de Forte e chiaro.
También en 2017, hizo un dueto en el sencillo Irraggiungibile del rapero Shade, galardonado con un disco de oro y tres discos de platino FIMI.
Poco antes de finalizar el verano anunció en sus redes sociales (social networks) sus dos primeros conciertos en vivo, el 1 de diciembre en el Atlantico de Roma y el 2 de diciembre en la Fabrique de Milán, logrando un éxito de sold-out.
Intentó participar, junto a La Rua, en el Festival de San Remo de 2018, pero fue rechazada; El sencillo que compusieron, titulado Sull'orlo di una crisi d'amore, fue lanzado el 23 de marzo del mismo año.

### 2018:Molto più di un filmy nuevos proyectos
El 1 de febrero de 2018 se lanzó el sencillo Molto più di un film, del cual también es autora, que entró en las listas de iTunes en segundo lugar y que precede al álbum del mismo nombre, lanzado el 13 de abril y también entró en las listas FIMI en cuarto lugar. El 13 de abril comenzó su segunda gira in-store, partiendo de la discoteca Lazio en Roma.
El 27 de abril de 2018 se publicó en YouTube el videoclip de la versión italiana de Rain and Shine - Ci sarà, ci sarà, cantada junto a Olivia-Mai Barrett, protagonista de la serie de televisión Penny on MARS.
El segundo álbum de estudio, Molto più di un film, contiene once temas, incluidos los sencillos Molto più di un film y Sull'orlo di una crisi d'amore, que anticiparon el álbum, y la versión completa de Tutto quello che ho.
La promoción del álbum continuó con el lanzamiento de los singles Amarsi è una cosa normale y Tra noi è infinita, continuando con este álbum la gira de presentaciones en vivo en clubes de toda Italia y las inevitables firmas de libros. El 5 de junio de 2018 publicó el libro Mai così felice, para el deleite de sus numerosos admiradores, en el que la cantante habla de sí misma entre las emociones, el amor y la familia y desnuda su alma, revelando una inmensa dulzura, con la posibilidad de reencontrarse con ella para un autógrafo, una charla y una foto. Posteriormente, junto a La Rua y Shade, actuó en el escenario de los Wind Music Awards 2018 con las canciones Sull'orlo di una crisi d'amore e Irraggiungibile respectivamente, y fue galardonada con el disco de platino obtenido por el álbum Federica.
Desde enero de 2017 presenta Top Music, la versión televisiva de la lista oficial de discos Top of the Music de la Federación de la Industria Musical Italiana, transmitida por Rai Gulp .  En el mismo año fue elegida para abrir cuatro conciertos de Laura Pausini, en Rimini, Verona, Eboli y Roma del Fatti sentire World Wide Tour 2018. El 14 de diciembre se lanza en las plataformas tecnológicas su nuevo sencillo Mondovisione; La canción es parte de la banda sonora de la nueva película de Paola Cortellesi, La Befana vien di notte. El 25 de noviembre de 2018, se unió a Mario Acampa en el comentario italiano del Festival de la Canción de Eurovisión Junior 2018 . 

### 2018-2023: Festival de San Remo 2019,Palomitasy proyectos inéditos
El 21 de diciembre de 2018 se dio a conocer su participación en el 69 Festival de San Remo, donde en febrero de 2019 compitió con la canción Senza facendo apposta, junto a Shade. En la cuarta noche dedicada a las versiones, Federica y Shade cantaron la canción Senza faccio apposta con Cristina D'Avena; canción que, tan solo dos días después de su lanzamiento, logró entrar en el top 100 de la lista FIMI, colocándose en la posición 29 y, poco después, en la quinta posición. Al finalizar el evento musical ocupó el decimoctavo puesto. Aproximadamente un mes después, según datos de FIMI, el sencillo de San Remo se convirtió en disco de oro por más de 25 000 copias vendidas. El 15 de abril, el sencillo de San Remo fue certificado platino por más de 50 000 copias vendidas.
El 15 de febrero de 2019 se lanzó su primer EP, Popcorn, debutando en el tercer lugar en el chart FIMI (y continuando el camino iniciado con el segundo álbum) que contiene 7 temas, incluido Mondovisione, banda sonora de la película La Befana vien di notte ; Dove sei, contenida en el álbum anterior y reelaborada en este último en una nueva versión acústica; y Senza facendo apposta, una canción que compite en San Remo 2019.
El 6 de marzo de 2020 fue lanzado Bullshit, el primer paso en su nuevo viaje musical dentro de un proyecto para Universal Music Italia.
El 27 de abril del mismo año anunció vía Instagram el sencillo Easy lanzado el 30 de abril, canción promocional, mientras que el 22 de mayo fue lanzado el sencillo Bella così en colaboración con Chadia Rodríguez, posteriormente certificado disco de oro.
El 18 de septiembre se lanzó el sencillo Morositas, en colaboración con Random, seguido el 19 de febrero de 2021 por la canción Mostro.
El 12 de mayo de 2021 anunció en redes sociales el sencillo Tocca a me, que contó con la colaboración de Mydrama y fue lanzado el 21 de mayo siguiente. 
El 16 de agosto de 2022 anunció su participación en el elenco de Non dirlo a nessuno, un drama adolescente dirigido por Alessio Russo. La película se estrenó el 7 de septiembre en el 79º Festival Internacional de Cine de Venecia. Colaboró con el cantautor Dile en el sencillo Che mettevi sempre en la radio desde el 2 de diciembre. ¡Más tarde cantó el tema principal de Viva Rai2! Viva Sanremo! su Rai 1 y también un jingle /canción pre-tema de Viva Rai2! .
Su nuevo sencillo Come Marilyn fue lanzado el 21 de abril de 2023.  El 26 de mayo se lanzó una nueva colaboración con Shade, Per sempre mai.

## Discografía
- 2017 – Federica
- 2018 – Molto più di un film

## Giras

### Artista principal
- 2017 – Federica Tour
- 2018 – Molto più di un Film Tour
- 2019 – Popcorn Tour
- 2022 – Federica Carta Tour Estivo
- 2023 – Federica Carta Tour Estivo
- 2024 – Federica Carta Tour Estivo

### Artista de apertura
- 2017 – Fatti sentire World Wide Tour 2018 de Laura Pausini (Europa)

## Programas de televisión
- Amici di Maria De Filippi 16 (Canale 5, Real Time, 2016-2017) - concursante
- Top music (Rai Gulp, 2018-2019) - conductora
- Junior Eurovision Song Contest (Rai Gulp, 2018) - comentarista

## Participación en certámenes de canto
- Festival de San Remo (Rai 1)
  - 2019 – 18º puesto con Senza farlo apposta, emparejado con Shade

## Doblaje
- Daria en Beavis and Butt-Head (t. 10)[59]
- Moxy en UglyDolls: Extraordinariamente feos

## Obras
- Carta, Federica (2018). Mai così felice. Rizzoli. ISBN 9788891580535.

## Premios y reconocimientos
- Amici di Maria De Filippi
  - 2017 – Premio Vodafone[13]